# 夜の旅人
『夜の旅人』（よるのたびびと）は、松任谷正隆の唯一のスタジオ・アルバム。1977年11月25日に日本クラウンからリリースされた。

## 解説
音楽プロデューサーである松任谷正隆がソロ・アーティストとしてリリースした唯一のオリジナル・アルバム。レコード会社との契約の都合で、細野晴臣、鈴木茂とそれぞれがアルバムを作ることになっており、二人は既に制作済みだったため、周囲に押される形で嫌々ながら制作することになったものの、1年以上エネルギーをかけてじっくり仕上げた。リリース後は数回しか聴いていなかった。時間が経つと客観視できるようになり、聴くたびに直したいところが目立ってくるようになり、「今つくれば十倍はいい作品になると思う」と語っている。ジャケット画は、松任谷由実が描いている。
歌詞は夫人の松任谷由実で、自分で詩を書かなかったのは、自分で自分をキャラクター付けすることへの抵抗感から。
「このアルバムが完成したときに、再認識したのは、自分の名前でアルバムをつくるのは苦手。表にでると、世間の風当たりが強くなる。それは嫌だ、耐えられないと。僕は叩かれるのはダメだとわかった。また、客観性が持てない作品がすごく嫌だということにも気づいた。自分以外の作品は俯瞰で見れるが、自分名義だと客観視できない。頭の中に整理されていない曲が、整理されないまま目の前に並んでいることに耐えられないとわかった」。
1988年1月21日に初めてCDでリリースされた（ZL-101）。ただしこの再発はティン・パン・アレーの「月にてらされて」を追加した全10曲の仕様で、タイトルも『夜の旅人/松任谷正隆ベスト・セレクション』となっており、ジャケットもオリジナルとは異なる。1990年7月21日にオリジナルの形で改めて再発（CRCP-28007）された後、1995年11月1日にCD選書シリーズとしても再発（CRCP-149）されたが、本人の意志により廃盤。2015年11月4日、リマスタリング音源を使用したBlu-spec CD2（CRCP-20527）フォーマットにて再発。ブックレットには「松任谷正隆『夜の旅人』を語る」と題されたインタビューを収載。また、12月2日には「気づいたときは遅いもの」と「HONG KONG NIGHT SIGHT」のカップリングによるアナログ7インチ盤が限定リリースされた。
リリース後しばらく経って、ラジオ番組の仕事で一緒になった小堺一機に、「このアルバムが好きでずっと聴いている」と言われびっくりしたという。一時期は廃盤にしてくれとレコード会社に頼んでいたほどであったが、最近は冷静に聴けるようになった。

## 収録曲
全曲、作詞：松任谷由実、歌・作曲・編曲：松任谷正隆

### Side A
1. 沈黙の時間
2. 荒涼
ボーカルは大貫妙子（松任谷正隆はター坊と呼んでいる）とのデュエット。この曲のメロディから北をイメージする寒さを感じ、北をイメージする声って誰だろうと浮かんだのが、既に仕事でコーラスを度々依頼していた彼女だった[1]。
この曲は後に、大貫のアルバム『SUNSHOWER』の紙ジャケット仕様でのCD再発（2007年）時に、ボーナス・トラックとして収録された。
3. 煙草を消して
4. 霜の降りた朝

### Side B
1. もう二度と
2. 気づいたときは遅いもの
3. 乗り遅れた男
4. Hong Kong Night Sight
松任谷正隆によれば、細野晴臣の家で聴いたフル・ムーンのアルバム『FULL MOON』（1972年）が好きになり、アルバム収録曲の「ニード・ユア・ラヴ」を意識して書いた曲だという[5]。夜中にテレビで映画『スージー・ウォンの世界』を観て、そこからヒントを得たとも言っている[1]。
のちに松任谷由実がアルバム『水の中のASIAへ』（1981年）にてカバーしている。
5. 夜の旅人

※Blu-spec CD2は、SideA→SideBの順に1枚に収録。

## 参加ミュージシャン
- ドラム：林立夫
- ベース：高水健司、細野晴臣
- エレクトリック・ギター：鈴木茂
- アコースティック・ギター：瀬戸龍介、Ted M. Gibson
- ウクレレ・フラットマンドリン：Ted M. Gibson
- パーカッション：斉藤ノブ
- キーボード：松任谷正隆
- サキソフォン・ソロ：村岡建、岡崎広志
- トランペット：羽鳥幸次、数原晋
- トロンボーン：新井英治、平内保夫、岡田澄夫、三田治美
- サキソフォン：村岡建、土岐英史、斎藤清、三森一郎、鈴木正男、砂原俊三
- フルート：鈴木重雄、国吉静治
- オーボエ：坂宏之
- ホルン：山田榮重
- ハープ：山川恵子
- コーラス：Time Five、Orange Blossoms